# 领娇莺属
领娇莺属（学名：Oreolais）是扇尾莺科下的一个属。

## 下属物种
本属包括以下物种：
- Oreolais pulcher (Sharpe, 1891)
- Oreolais pulchra
- 领娇莺 Oreolais ruwenzorii (Jackson, 1904)